# Sinofobie

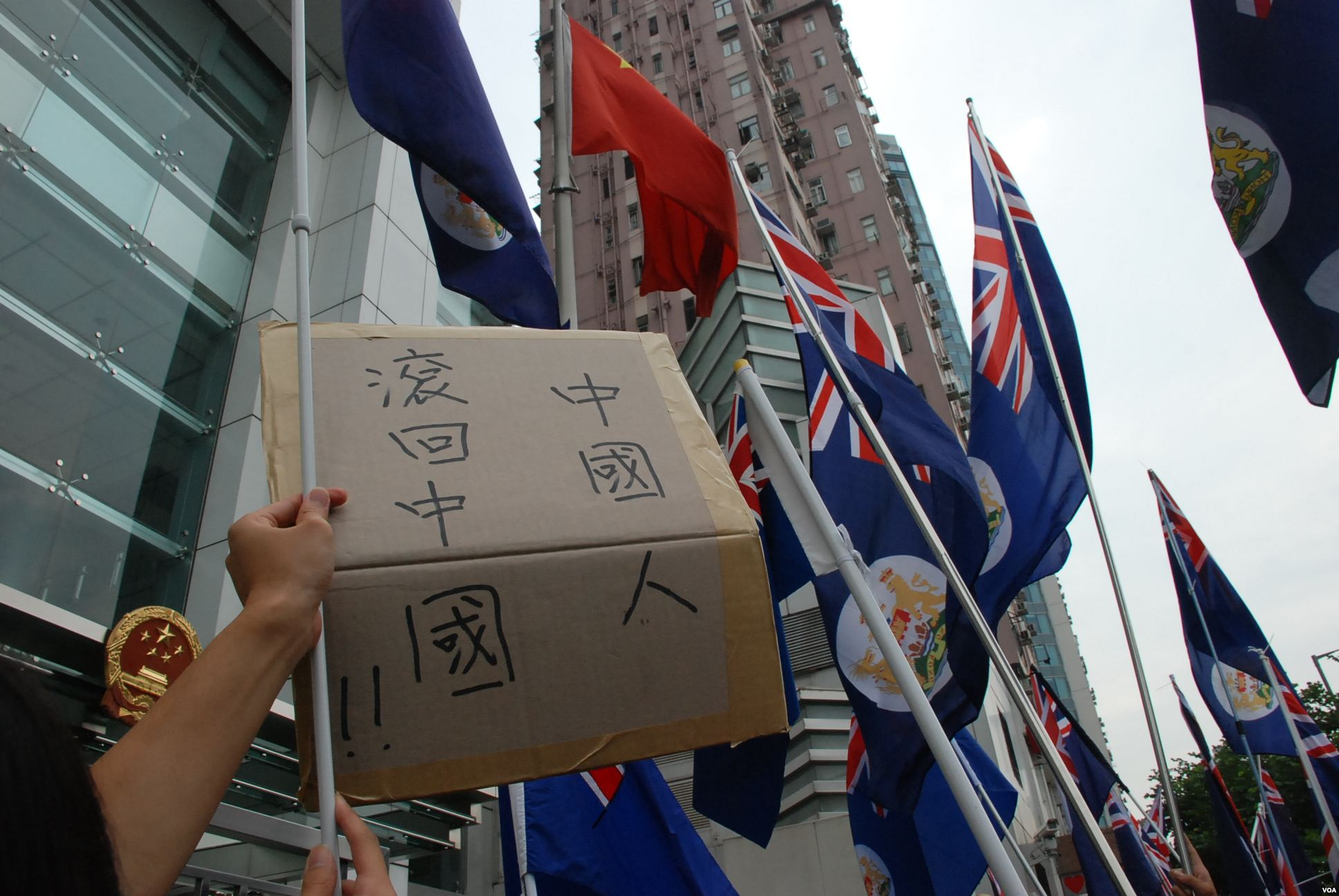

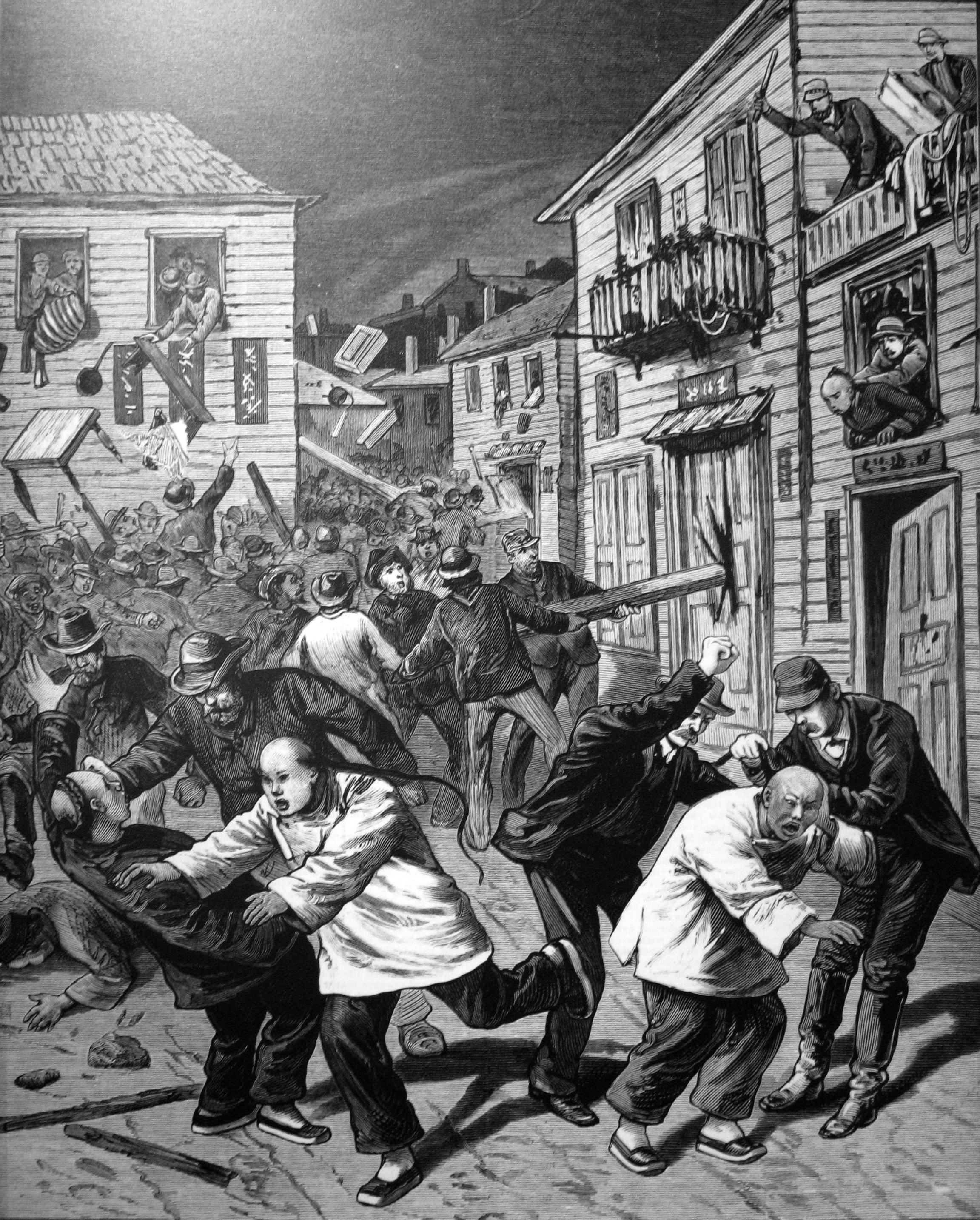
Anti-Chinese rellen in de Amerikaanse stad Denver in 1880.

Sinofobie is angst (fobie) of haat tegenover China, Chinezen in binnen- en buitenland en/of de Chinese cultuur. Het tegenovergestelde is sinofilie, een aantrekking of voorliefde voor alles Chinees. De hedendaagse sinofobie kwam in het Westen op in de 19e eeuw.

## Etymologie
'Sinofobie' is samengesteld uit het Laatlatijnse Sinae (China) en het Griekse φόβος of phóbos (vrees).

## Voorbeelden

### Geweld
- Van 9 tot 11 oktober 1740 vermoordden Hollandse kolonisten enkele duizenden mensen van Chinese afkomst in Batavia in Nederlands-Indië. Deze gebeurtenissen noemt men de Chinezenmoord of Bataviase Furie.
- Bij het bloedbad van Nanking tijdens Tweede Chinees-Japanse Oorlog in 1937-1938 werden tot 300.000 Chinezen vermoord door het Japans Keizerlijk Leger. Later in die periode vond ook het bloedbad van Changjiao plaats.
- Tijdens de Maleise furie op 13 mei 1969 werden in Maleisië Chinezen en Indiërs door etnische Maleiers om het leven gebracht.

### Politiek
- Van 1882 tot 1943 legde de Amerikaanse Chinese Exclusion Act een verbod op voor Chinezen om te emigreren naar de Verenigde Staten.
- Tijdens de coronapandemie in 2020 noemde de Amerikaanse president Donald Trump het coronavirus SARS-CoV-2, dat de ziekte COVID-19 veroorzaakt, meermaals het "Chinese virus." Hij ontkende echter dat deze term racistisch is.[1][2]